# Wittmar

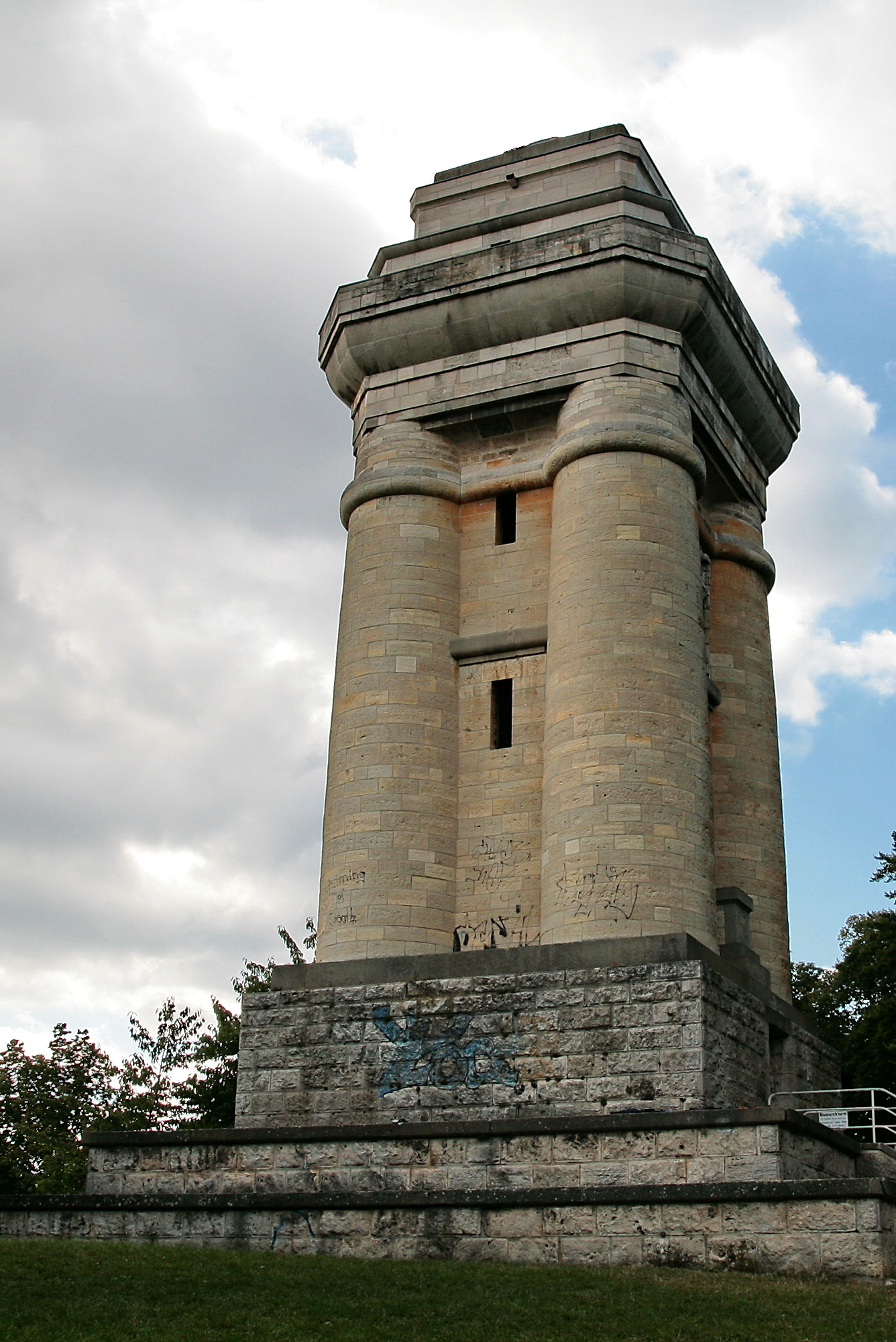
Bismarckturm

Wittmar is een gemeente in de Duitse deelstaat Nedersaksen. De gemeente maakt deel uit van de Samtgemeinde Elm-Asse in het Landkreis Wolfenbüttel. Wittmar telt 1.105 inwoners.